# 須川村 (秋田県)
須川村（すかわむら）は、秋田県雄勝郡にあった村。現在の湯沢市中部、雄物川両岸、奥羽本線三関駅の南側・西側一帯におよび高松川流域にあたる。

## 地理
- 山：丸森山、奥宮山、兜山、小安岳、高松岳、山伏岳、狢森、小比内山、大倉、奥前森
- 河川：雄物川、高松川
- 湖沼：田螺沼

## 歴史
- 1889年（明治22年）4月1日 - 町村制の施行により、相川村、酒蒔村、高松村、宇留院内村の区域をもって発足。
- 1955年（昭和30年）3月1日 - 湯沢市に編入。同日須川村廃止。

## 交通

### 鉄道路線
奥羽本線が村域を通過するが、駅は所在しなかった。

### 道路
- 国道13号

現在は旧村域内に湯沢横手道路の須川インターチェンジが所在するが、当時は未開通。

## 名所・旧跡・観光スポット・祭事・催事
- 泥湯温泉
- 川原毛湯